# Eumelea obliquifascia
Eumelea obliquifascia är en fjärilsart som beskrevs av W. Warren 1894. Eumelea obliquifascia ingår i släktet Eumelea och familjen mätare. Inga underarter finns listade i Catalogue of Life.